# Serjania laruotteana
Serjania laruotteana är en kinesträdsväxtart som beskrevs av Jacques Cambessèdes. Serjania laruotteana ingår i släktet Serjania och familjen kinesträdsväxter. Inga underarter finns listade i Catalogue of Life.